# Флорешть (Тулча)
Флорешть, Флорешті (рум. Florești) — село у повіті Тулча в Румунії. Входить до складу комуни Хорія.
Село розташоване на відстані 198 км на схід від Бухареста, 30 км на південний захід від Тулчі, 101 км на північ від Констанци, 51 км на південний схід від Галаца.

## Населення
За даними перепису населення 2002 року у селі проживали 330 осіб, усі — румуни. Усі жителі села рідною мовою назвали румунську.